# Barevná hloubka
Barevná hloubka v oboru počítačové grafiky popisuje počet bitů použitých k reprezentaci barvy pixelu v rastrovém obrázku nebo snímku videa. Toto pojetí bylo také známé jako počet bitů na pixel, zejména je-li uvedeno spolu s počtem použitých pixelů. Větší barevná hloubka zvětšuje škálu různých barev a přirozeně také paměťovou náročnost obrázku či videa. 
V současnosti se používají v podstatě pouze dvě barevné hloubky - označované 8bit (tedy 8+8+8), dříve označované jako 24bit nebo 16bit (16+16+16), dříve 48 bit.

## Barevné hloubky
Dříve používané barevné hloubky
- 1bitová barva (21 = 2 barvy) také označováno jako Mono Color (nejpoužívanější je, že bit 0 = černá a bit 1 = bílá )
- 4bitová barva (24 = 16 barev)
- 8bitová barva (28 = 256 barev)
- 15bitová barva (215 = 32 768 barev) také označováno jako Low Color
- 16bitová barva (216 = 65 536 barev) také označováno jako High Color

V současnosti používané bitové hloubky
- 24bitová barva (224 = 16 777 216 barev) také označováno jako True Color  (odpovídá dnešnímu označení 8bit - 8+8+8)
- 32bitová barva (232 = 4 294 967 296 barev) také označováno jako Super True Color
- 48bitová barva (248 = 281 474 976 710 656 = 281,5 biliónů barev) také označováno jako Deep Color (odpovídá dnešnímu označení 16bit - 16+16+16)

### Poznámka
Lidské oko je velmi citlivý orgán a dokáže od sebe odlišit až čtyři miliardy různých odstínů[zdroj?]. Na základě toho jsou už barvy True Color („pravé“ barvy) považovány za vhodné pro kvalitní tisk fotografií v barevných časopisech.

### Barevné komponenty pixelu
Pro ukládání a zpracování obrazových dat se nejčastěji používá barevný model RGB nebo RGBA, kde jednotlivé komponenty značí R červená, G zelená, B modrá a A tzv. alfa kanál pro průhlednost.
| Barevná hloubka       | Počet bitů komponenty | Počet bitů komponenty | Počet bitů komponenty | Počet bitů komponenty |
| počet bitů            | R                     | G                     | B                     | A                     |
| --------------------- | --------------------- | --------------------- | --------------------- | --------------------- |
| 8bit1                 | 3                     | 3                     | 2                     | -                     |
| 16bit2                | 5                     | 6                     | 5                     | -                     |
| 18bit3                | 6                     | 6                     | 6                     | -                     |
| 24bit (8bit ve foto)  | 8                     | 8                     | 8                     | -                     |
| 32bit                 | 8                     | 8                     | 8                     | 8                     |
| 48bit (16bit ve foto) | 16                    | 16                    | 16                    |                       |

1 indexovaná barva s paletou 3-3-2
2 toto je nejčastější rozložení pro 16bitovou hloubku, možné jsou i jiné kombinace např. RGBA [5 5 5 1]
3 nativní barevná hloubka grafické karty VGA

## Indexovaná barva

2bitový obrázek s indexem barev. Barva každého pixelu je určena číslem; každé číslo odpovídá barvě palety.

V případě nízkých barevných hloubek byla hodnota většinou indexována v určité barevné mapě nebo paletě. Barvy použitelné v paletě mohou být dány hardwarem nebo modifikovatelné. Pro modifikovatelné položky palety lze zvolit barvu z definované množiny barev. Např. pro zobrazovací zařízení VGA měla tato množina 218 = 262144 možných barev.
- 1bitová barva (21 = 2 barvy) monochromatické, často černobílé
- 2bitová barva (22 = 4 barvy) CGA
- 4bitová barva (24 = 16 barev) bylo použito např. EGA a u nejnižšího používaného standardu VGA ve vyšším rozlišení
- 8bitová barva (28 = 256 barev) VGA v nízkém rozlišení, SVGA

### Poznámka
Pomocí 8bitové indexované barvy lze realizovat paletu 3-3-2, u které se 8 bitů indexu palety rozdělí na díly 3-3-2 bity, kterým se přidělí hodnoty barev červené, zelené a modré (RGB). Důvodem proč 2 bity se přidělí právě modré složce je ten, že lidské oko je na modrou složku nejméně citlivé. Pomocí této palety lze realizovat pseudo-pravé (pseudo-truecolor) barvy v indexovaném obrázku.

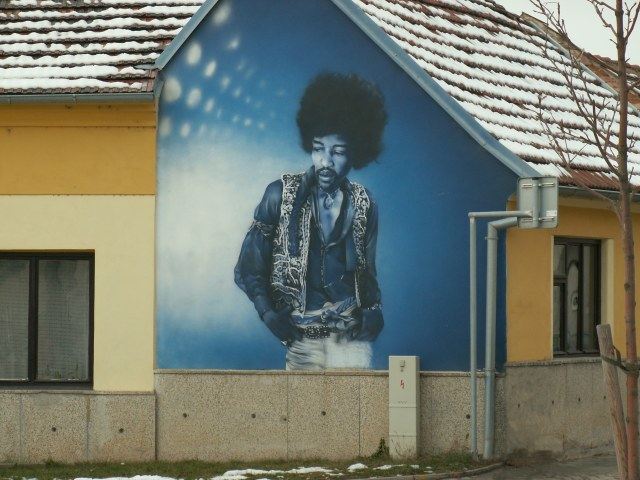
Obrázek v pravých barvách 24 bitů (truecolor)
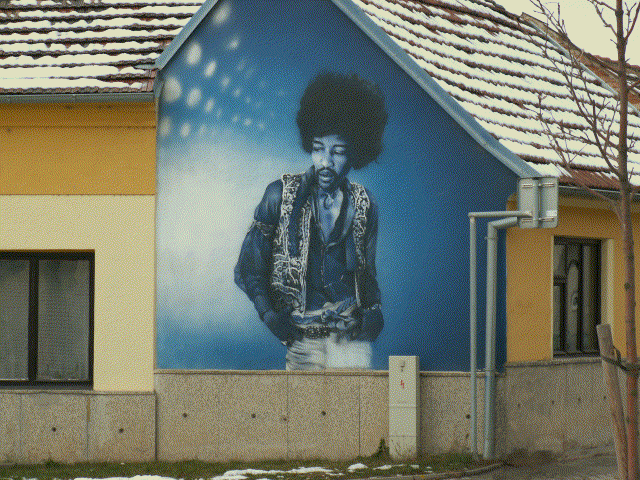
Obrázek s indexovanou barvou a paletou 3-3-2, optimalizovaný metodou náhodného rozptýlení chyby
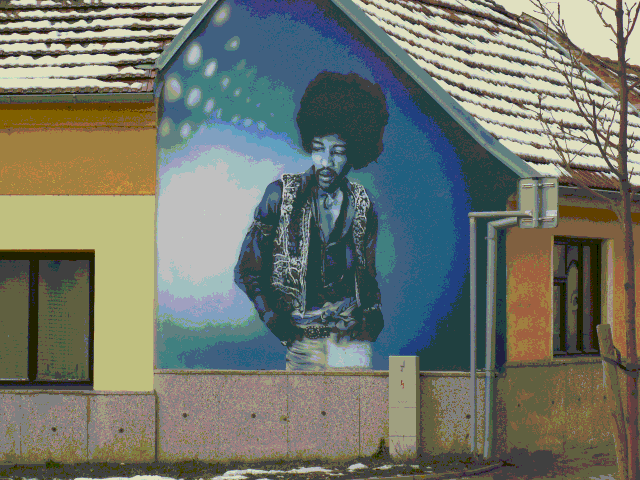
Obrázek s indexovanou barvou a paletou 3-3-2, bez optimalizace